# Matra Djet
Matra Djet – sportowy samochód osobowy produkowany przez francuskie przedsiębiorstwo Matra w latach 1964-1968. Bazował na modelu René Bonnet Djet, gdyż zakład Bonneta został kupiony przez koncern Matra na początku lat 60 XX w. Dostępny jako 2-drzwiowe coupé. Do napędu używano silników OHV R4 o pojemnościach 1,1 lub 1,3 litra. Moc przenoszona była na oś tylną poprzez 4-biegową manualną skrzynię biegów. Samochód został zastąpiony przez model 530.

## Dane techniczne
- R4 1,3 l (1255 cm³), 2 zawory na cylinder, OHV
- Układ zasilania: gaźnik
- Średnica × skok tłoka: 74,50 mm × 72,00 mm
- Stopień sprężania: 10,5:1
- Moc maksymalna: 104 KM (76,8 kW) przy 6750 obr./min
- Maksymalny moment obrotowy: 117 N•m przy 5000 obr./min
- Prędkość maksymalna: 200 km/h

## Galeria

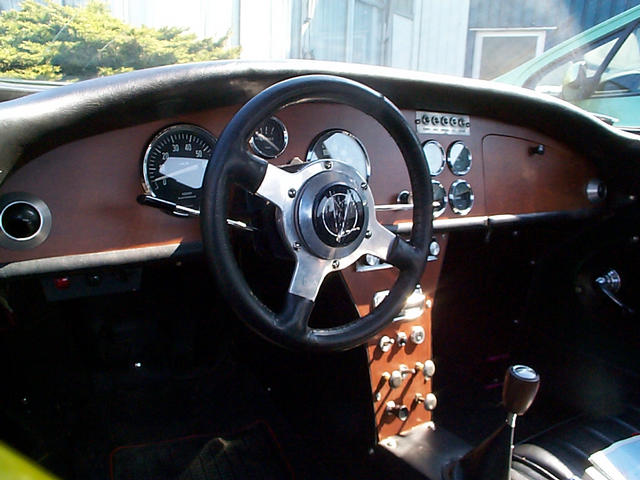
Matra Bonnet Djet
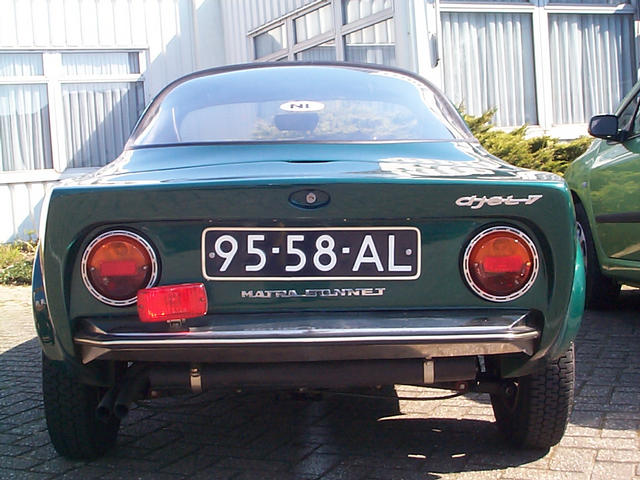
Matra Bonnet Djet V
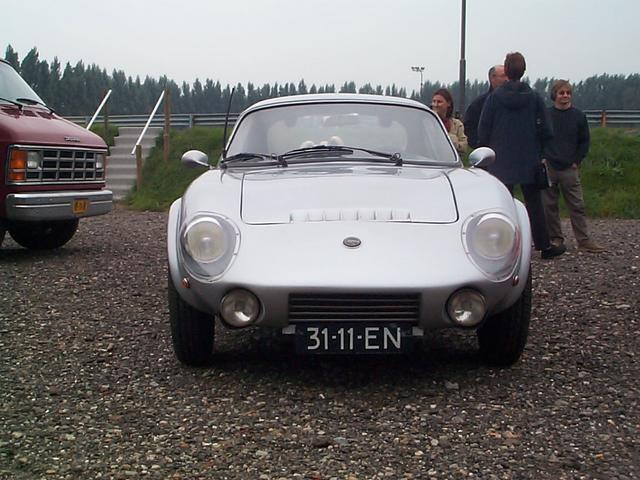
Matra Sports Jet 6
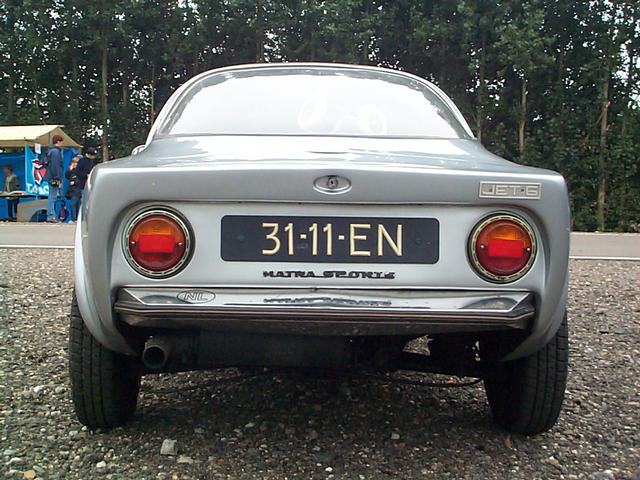
Matra Sports Jet 6